# Jüdischer Friedhof (Zülpich)
Der Jüdische Friedhof Zülpich lag am Weiertor in Zülpich im Kreis Euskirchen in Nordrhein-Westfalen.
Von dem jüdischen Friedhof, der von weit vor 1604 bis 1958 belegt wurde, ist vor Ort nichts mehr zu sehen. Seine frühere Lage lässt sich jedoch noch über historische Karten rekonstruieren. 
Da der damalige Braunkohleabbau immer weiter fortschritt, erfolgte zwischen 5. und 21. Februar 1958 eine Umbettung von 225 Grabstätten auf den jüdischen Friedhof in Köln-Ehrenfeld. In Ehrenfeld stehen noch 45 Grabsteine (Mazewot) von diesem untergegangenen Friedhof.